# Gavy Sander’s
Gavy Sander’s, nombre artístico de Javier Ezpeleta, (Zaragoza, 1944) fue un cantante español de rock and roll de principios de los años 1960. Está considerado, junto a otros intérpretes como Rocky Kan, Baby, Nello o Chico Valento, uno de los pioneros del género en Zaragoza y el país.

## Carrera
Javier Ezpeleta nació en Zaragoza y creció en el barrio de Torrero. En 1957 fue fichado por el equipo de béisbol de la base americana, donde podía escuchar los últimos grupos de rock 'n' roll de Estados Unidos.
En 1962 participó en un concurso de música, el Festival de la Canción, que se celebraba anualmente en la Parque Primo de Rivera de Zaragoza. Consiguió el segundo puesto, ganando 5000 pesetas. Su éxito le permitió comenzar a dar conciertos en salas de fiesta de Zaragoza y aparecer en Radio Juventud, Radio Zaragoza, matinales del cine Pax o el Club de Oficiales americanos de la Base. En Zaragoza se le llamaba «el cantante de los ritmos modernos» o «el rey del Twist».
Su fama se acrecentó notablemente tras pasar por el programa radiofónico «Plataforma de Estrellas» y el programa de televisión «Salto a la Fama», que le dieron fama a nivel nacional. El hecho le permitió cinco años de intenso trabajo, sobre todo en las islas Canarias. Consiguió grabar en Barcelona con Sonygraf cuatro canciones, con la idea de publicar un disco, pero el proyecto nunca se llevó a cabo. Fueron tres temas de Adriano Celentano —Se oculta el Sol, A New Orleans y Sag Warum— y una de Los Mustang —No lo ves.
Mantuvo su fama durante la década de 1960, pero abandonó los escenarios en 1975, para resurgir en 2012 con la publicación —a sus 67 años— de su primer disco, El Rock'n'Roll de Gavy Sander's y Los Vibrants, con versiones de canciones famosas en las décadas de 1960 y 1970 que formaban su repertorio en la época. Ese mismo año recibió un Premio de la Música Aragonés especial por su trayectoria.

## Discografía
- El Rock and Roll de Gavy Sander's & los Vibrants (2012)[8]